# Montréal-Mirabel International Airport
Montréal-Mirabel International Airport (ook wel bekend als Montreal International (Mirabel) Airport, Montreal International Airport en Mirabel) is een vliegveld in Mirabel, Québec, 39 km ten noordwesten van Montréal. Het vliegveld werd geopend op 14 oktober 1975. 
Het was met een oppervlakte van 396,6 km² tot 1999 en de opening van de King Fahd International Airport het grootste vliegveld ter wereld qua oppervlakte.
Er komen tegenwoordig vooral vrachtvliegtuigen, maar het vliegveld is ook de thuisbasis van MEDEVACs en algemene luchtvaart. De luchthaven grenst ook aan een productie-eenheid van Bombardier Aerospace en is de vertrekplaats van nieuw gemonteerde Bombardier CRJ700, CRJ900 en CRJ1000 en Bombardier C-serie vliegtuigen. Ook de commerciële helikoptermodellen van Bell Helicopter Textron worden op Mirabel geproduceerd.
Het vliegveld werd ontworpen om het bestaande Montréal-Pierre Elliott Trudeau International Airport te vervangen. Van 1975 tot 1997 moesten alle internationale vluchten van en naar Montréal Mirabel gebruiken. De binnenlandse vluchten bleven evenwel op de andere luchthaven. Mirabels afgelegen locatie en gebrek aan transportdiensten maakte het echter tot een ongewenste locatie voor veel maatschappijen. De laatste passagiersvlucht was in 2005. 
De luchthaven werd nog gebruikt voor opnames van de langspeelfilm The Terminal. In 2014 werd besloten de terminal af te breken om verdere onderhoudskosten te vermijden. De afbraak werd uitgevoerd in 2015.

## Voetnoten
1. ↑  Airport Divestiture Status Report
2. ↑  It's liftoff for AirMédic ambulance
3. ↑  Mirabel redécolle. Gearchiveerd op 21 september 2015.